# Stoffel Vandoorne
Stoffel Vandoorne (* 26. März 1992 in Kortrijk) ist ein belgischer Automobilrennfahrer. Er gewann 2012 den Formel Renault 2.0 Eurocup. 2013 startete er in der Formel Renault 3.5 und wurde Gesamtzweiter. 2014 und 2015 trat er in der GP2-Serie an, die er 2015 gewann. 2016 fuhr er in der Super Formula und debütierte zudem in der Formel 1, in der er 2017 und 2018 als Stammpilot für McLaren startete. Seit Ende 2018 startet Vandoorne in der Formel E, wo er 2022 Weltmeister wurde. Zudem war er von 2019 bis 2022 Ersatzfahrer in der Formel 1 beim Mercedes-Werksteam, seit 2023 nimmt er diese Funktion bei dessen Motorenkunden Aston Martin ein.

## Karriere
Vandoorne begann seine Motorsportkarriere 1998 im Kartsport, in dem er bis 2009 aktiv war. Unter anderem wurde er 2008 belgischer KF2-Meister und 2009 Zweiter in der KF2-CIK-FIA-Kartweltmeisterschaft. 2010 wechselte Vandoorne in den Formelsport und gewann mit sechs Siegen den F4 Eurocup 1.6 mit 159 zu 123 Punkten vor Norman Nato.
2011 trat Vandoorne für KTR im Formel Renault 2.0 Eurocup an. Mit einem dritten Platz als bestes Resultat erreichte er den fünften Platz in der Fahrerwertung und war damit der bestplatzierte Fahrer ohne Sieg. Darüber hinaus fuhr Vandoorne für KRT in der nordeuropäischen Formel Renault. Auch dort wurde Vandoorne der beste Fahrer, der kein Rennen gewann. Mit vier zweiten Plätzen als beste Ergebnisse schloss er die Saison auf dem dritten Platz der Fahrerwertung ab. 2012 wechselte Vandoorne zu Josef Kaufmann Racing. Auf dem Nürburgring gelang ihm beinahe ein perfektes Wochenende. Er erzielte beide Pole-Positions, gewann beide Rennen und fuhr einmal die schnellste Rennrunde. Es waren seine zwei ersten Siege im Eurocup. Insgesamt entschied Vandoorne vier Rennen für sich und beendete nur das letzte Rennen, bei dem er ausschied, nicht unter den ersten vier Piloten. Mit 244 zu 234 Punkten setzte er sich gegen Daniil Kwjat durch. Die beiden hatten jeweils mehr als doppelt so viele Punkte erzielt, als alle anderen Gegner. Darüber hinaus absolvierte Vandoorne drei Veranstaltungen der nordeuropäischen Formel Renault. Dabei gewann er fünf von sieben Rennen. In der Gesamtwertung wurde er Neunter.
2013 wechselte Vandoorne zu Fortec Motorsport in die Formel Renault 3.5. Damit schlug er denselben Weg wie Vorjahresmeister Robin Frijns ein, der ebenfalls nach seinem Titelgewinn im Formel Renault 2.0 Eurocup zu Fortec Motorsport in die Formel Renault 3.5 gewechselt war. Darüber hinaus erhielt Vandoorne einen Fördervertrag beim Formel-1-Rennstall McLaren. Er gewann in Monza und Spa-Francorchamps sowie beide Rennen auf dem Moscow Raceway. Mit zehn Podest-Platzierungen und 214 Punkten lag er am Saisonende hinter Kevin Magnussen, der ebenfalls im Förderkader von McLaren war und 274 Punkte erreicht hatte, auf dem zweiten Platz. Teamintern setzte sich Vandoorne deutlich gegen Oliver Webb, der mit 27 Punkten 15. geworden war, durch. Darüber hinaus nahm Vandoorne 2013 in einem McLaren für Boutsen Ginion Racing an zwei Rennen der FIA-GT-Serie teil und gab damit sein Debüt im GT-Sport.
2014 erhielt Vandoorne bei ART Grand Prix ein Cockpit in der GP2-Serie. Gleich bei seinem Debütrennen in as-Sachir gelang ihm sein erster GP2-Sieg. Nach zwei Veranstaltungen ohne Punkte gelang es Vandoorne bei den nächsten Rennwochenenden immer bei mindestens einem Rennen auf dem Podium zu stehen. Nach einem Sieg im Sprintrennen von Mogyoród duellierte sich Vandoorne im Hauptrennen in Spa-Francorchamps bei Regen mit Raffaele Marciello um den Sieg und wurde Zweiter. Beim nächsten Hauptrennen in Monza gewann er erneut. Im darauf folgenden Hauptrennen in Sotschi war Vandoorne der dominierende Fahrer. Er startete von der Pole-Position und führte das Rennen über weite Strecken an. Da es jedoch eine Safety-Car-Phase gab und Vandoorne vor dieser die Boxeneinfahrt verpasste, hatte er keine Chance auf den Sieg, da er noch seinen Pflichtboxenstopp absolvieren musste. Er kam schließlich auf dem fünften Platz ins Ziel. Beim anschließenden Saisonfinale auf der Yas-Insel gewann Vandoorne beim Hauptrennen sein viertes GP2-Rennen. Er schloss seine Debütsaison auf dem zweiten Platz ab. Mit 229 zu 276 Punkten lag er hinter Jolyon Palmer. Teamintern setzte sich Vandoorne gegen Takuya Izawa, der 26 Punkte erzielt hatte, deutlich durch. Darüber hinaus war Vandoorne Ersatzfahrer des Formel-1-Rennstalls McLaren. 2015 absolvierte Vandoorne für ART Grand Prix seine zweite GP2-Saison. Bei den ersten Rennen in as-Sachir, Barcelona, Monte Carlo und Spielberg gewann er die Hauptrennen. Zudem wurde er bei drei Sprintrennen Zweiter. Bei den nächsten zwei Veranstaltungen wurde er einmal Dritter und einmal Zweiter. Anschließend gewann er das Hauptrennen in Spa-Francorchamps. In Monza folgten zwei und in Sotschi eine weitere Podest-Platzierung. Vandoorne stand bereits zwei Veranstaltungen vor dem Saisonende als neuer GP2-Meister fest. Bei den nächsten zwei Hauptrennen in as-Sachir und auf der Yas-Insel gewann er erneut. Vandoorne erzielte bei 21 Rennen sieben Siege und insgesamt 16 Podest-Platzierungen. Am Saisonende lag er mit 341,5 Punkten deutlich vor dem Gesamtzweiten Alexander Rossi mit 181,5 Punkten. Außerdem blieb Vandoorne Formel-1-Testfahrer bei McLaren.
2016 wechselte Vandoorne zu Dandelion Racing in die Super Formula nach Japan. Das Engagement kam mit Unterstützung von McLarens-Motorenpartner Honda, die ebenfalls Dandelion ausrüsten, zustande. Er gewann in Mimasaka und Suzuka. Als bester Honda-Fahrer beendete er die Saison auf dem vierten Meisterschaftsplatz. Darüber hinaus war Vandoorne in der Formel-1-Weltmeisterschaft 2016 Ersatzfahrer bei McLaren. In dieser Funktion gab er beim Großen Preis von Bahrain anstelle des verletzten Stammpiloten Fernando Alonso sein Debüt in der Formel 1. Dabei erreicht er mit dem zehnten Platz auf Anhieb einen Punkt.

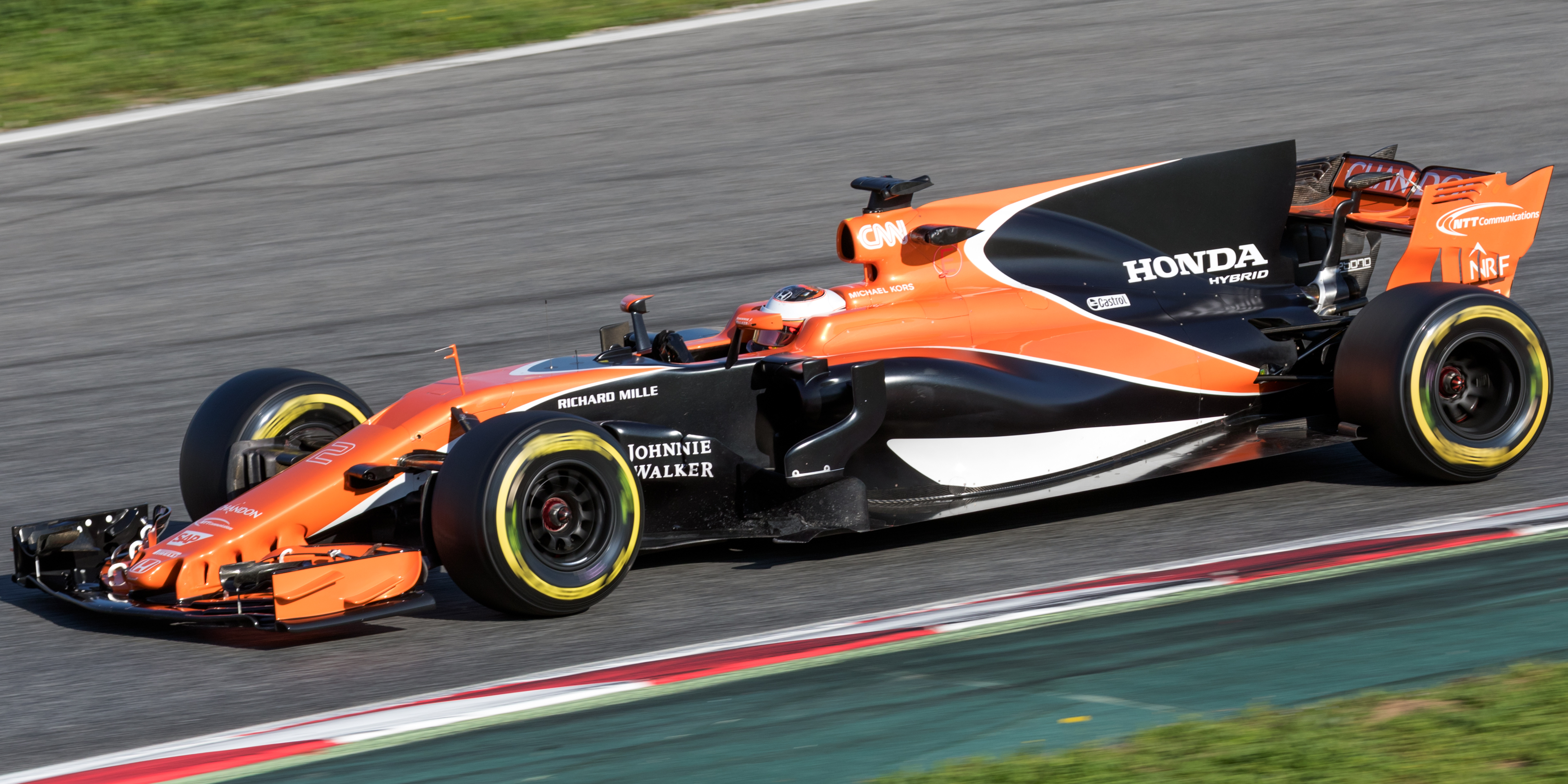
Vandoorne bei Formel-Testfahrten im McLaren in Barcelona 2017

In der Formel-1-Weltmeisterschaft 2017 trat er als Stammfahrer bei McLaren neben Alonso an. Er wählte die Nummer 2 als seine permanente Startnummer, nachdem er bei seinem Debüt die Ersatzfahrer-Nummer 47 verwendet hatte. Am Saisonende belegte er den 16. Gesamtrang. 2018 blieb Vandoorne bei McLaren. Am Saisonende lag er erneut auf dem 16. Meisterschaftsplatz. Für das folgende Jahr erhielt er keinen Vertrag als Stammfahrer in der Formel-1-Weltmeisterschaft mehr.
Für die FIA-Formel-E-Meisterschaft 2018/19 erhielt Vandoorne ein Cockpit bei HWA Racelab. Mit einem dritten Platz als bestem Ergebnis belegte er am Saisonende mit 35 Punkten den 16. Platz in der Fahrerwertung. Außerdem belegte er mit einem dritten Platz den geteilten siebten Rang in der Gesamtwertung der voestalpine European Races, bei der nur Podiumsplätze bei den Rennen auf dem europäischen Kontinent berücksichtigt wurden. Darüber hinaus wurde er Simulatorpilot beim Formel-1-Team von Mercedes. In der Formel-E-Saison 2021/22 wurde er mit Mercedes Weltmeister.
Am 1. November 2022 gab Aston Martin bekannt, dass Vandoorne dem Team als Test- und Ersatzfahrer beitritt.

## Statistik

### Karrierestationen
| - 1998–2009: Kartsport - 2010: F4 Eurocup 1.6 (Meister) - 2011: Formel Renault 2.0 Eurocup (Platz 5) - 2011: Nordeuropäische Formel Renault (Platz 3) - 2012: Formel Renault 2.0 Eurocup (Meister) - 2012: Nordeuropäische Formel Renault (Platz 9) | - 2013: Formel Renault 3.5 (Platz 2) - 2013: FIA-GT-Serie, GT Pro - 2014: GP2-Serie (Platz 2) - 2014: Formel 1 (Testfahrer) - 2015: GP2-Serie (Meister) - 2015: Formel 1 (Testfahrer) - 2016: Super Formula (Platz 4) | - 2016: Formel 1 (Platz 20) - 2017: Formel 1 (Platz 16) - 2018: Formel 1 (Platz 16) - 2019: 24h Le Mans (Platz 3) - 2019: Formel E (Platz 16) - 2020: Formel E (Platz 2) - 2020: Formel 1 (Testfahrer) - 2021: Formel E (Platz 9) - 2022: Formel E (Weltmeister) - 2023: Formel E |

### Einzelergebnisse in der GP2-Serie
| Jahr | Team           | 1   | 2   | 3   | 4   | 5   | 6   | 7   | 8   | 9   | 10  | 11  | 12  | 13  | 14  | 15  | 16  | 17  | 18  | 19  | 20  | 21  | 22  | Punkte | Rang |
| ---- | -------------- | --- | --- | --- | --- | --- | --- | --- | --- | --- | --- | --- | --- | --- | --- | --- | --- | --- | --- | --- | --- | --- | --- | ------ | ---- |
| 2014 | ART Grand Prix | BRN | BRN | ESP | ESP | MON | MON | AUT | AUT | GBR | GBR | GER | GER | HUN | HUN | BEL | BEL | ITA | ITA | RUS | RUS | UAE | UAE | 229    | 2.   |
| 2014 | ART Grand Prix | 1   | 22  | 13  | 10  | 14  | 13  | 2   | 15  | 3   | 9   | 2   | 3   | 7   | 1   | 2   | 6   | 1   | 13  | 5   | 2   | 1   | 5   | 229    | 2.   |
| 2015 | ART Grand Prix | BRN | BRN | ESP | ESP | MON | MON | AUT | AUT | GBR | GBR | HUN | HUN | BEL | BEL | ITA | ITA | RUS | RUS | BRN | BRN | UAE | UAE | 341,5  | 1.   |
| 2015 | ART Grand Prix | 1   | 2   | 1   | 2   | 1   | 8   | 1   | 2   | 3   | 9   | 5   | 2   | 1   | 4   | 2   | 3   | 3   | 4   | 1   | 2   | 1   | C   | 341,5  | 1.   |

### Einzelergebnisse in der Super Formula
| Jahr | Team                         | Motor | 1   | 2   | 3   | 4   | 5   | 6   | 7   | 8   | 9   | Punkte | Rang |
| ---- | ---------------------------- | ----- | --- | --- | --- | --- | --- | --- | --- | --- | --- | ------ | ---- |
| 2016 | Docomo Team Dandelion Racing | Honda | SU1 | OK1 | FUJ | MOT | OK2 | OK2 | SUG | SU2 | SU2 | 27     | 4.   |
| 2016 | Docomo Team Dandelion Racing | Honda | 3   | 12  | DNF | 6   | 1   | 7   | 6   | 17  | 1   | 27     | 4.   |

### Statistik in der Formel-1-Weltmeisterschaft
Diese Statistik umfasst alle Teilnahmen des Fahrers an der Formel-1-Weltmeisterschaft.

#### Gesamtübersicht
Stand: Saisonende 2018
| Saison | Team            | Chassis        | Motor                | Rennen | Siege | Zweiter | Dritter | Poles | schn. Rennrunden | Punkte | WM-Pos. |
| ------ | --------------- | -------------- | -------------------- | ------ | ----- | ------- | ------- | ----- | ---------------- | ------ | ------- |
| 2016   | McLaren Honda   | McLaren MP4-31 | Honda 1.6 V6 Turbo   | 1      | −     | −       | −       | −     | −                | 1      | 20.     |
| 2017   | McLaren Honda   | McLaren MCL32  | Honda 1.6 V6 Turbo   | 19     | −     | −       | −       | −     | −                | 13     | 16.     |
| 2018   | McLaren F1 Team | McLaren MCL33  | Renault 1.6 V6 Turbo | 21     | −     | −       | −       | −     | −                | 12     | 16.     |
| Gesamt | Gesamt          | Gesamt         | Gesamt               | 41     | −     | −       | −       | −     | −                | 26     |         |

#### Einzelergebnisse
| Saison | 1   | 2   | 3  | 4   | 5   | 6  | 7  | 8   | 9  | 10 | 11  | 12  | 13 | 14 | 15 | 16 | 17 | 18  | 19 | 20 | 21 |
| ------ | --- | --- | -- | --- | --- | -- | -- | --- | -- | -- | --- | --- | -- | -- | -- | -- | -- | --- | -- | -- | -- |
| 2016   |     |     |    |     |     |    |    |     |    |    |     |     |    |    |    |    |    |     |    |    |    |
|        | 10  |     |    |     |     |    |    |     |    |    |     |     |    |    |    |    |    |     |    |    |    |
| 2017   |     |     |    |     |     |    |    |     |    |    |     |     |    |    |    |    |    |     |    |    |    |
| 13     | DNF | DNS | 14 | DNF | DNF | 14 | 12 | 12  | 11 | 10 | 14  | DNF | 7  | 7  | 14 | 12 | 12 | DNF | 12 |    |    |
| 2018   |     |     |    |     |     |    |    |     |    |    |     |     |    |    |    |    |    |     |    |    |    |
| 9      | 8   | 13  | 9  | DNF | 14  | 16 | 12 | 15* | 11 | 13 | DNF | 15  | 12 | 12 | 16 | 15 | 11 | 8   | 15 | 14 |    |

| Legende  | Legende            | Legende                                                          |
| Farbe    | Abkürzung          | Bedeutung                                                        |
| -------- | ------------------ | ---------------------------------------------------------------- |
| Gold     | –                  | Sieg                                                             |
| Silber   | –                  | 2. Platz                                                         |
| Bronze   | –                  | 3. Platz                                                         |
| Grün     | –                  | Platzierung in den Punkten                                       |
| Blau     | –                  | Klassifiziert außerhalb der Punkteränge                          |
| Violett  | DNF                | Rennen nicht beendet (did not finish)                            |
| Violett  | NC                 | nicht klassifiziert (not classified)                             |
| Rot      | DNQ                | nicht qualifiziert (did not qualify)                             |
| Rot      | DNPQ               | in Vorqualifikation gescheitert (did not pre-qualify)            |
| Schwarz  | DSQ                | disqualifiziert (disqualified)                                   |
| Weiß     | DNS                | nicht am Start (did not start)                                   |
| Weiß     | WD                 | zurückgezogen (withdrawn)                                        |
| Hellblau | PO                 | nur am Training teilgenommen (practiced only)                    |
| Hellblau | TD                 | Freitags-Testfahrer (test driver)                                |
| ohne     | DNP                | nicht am Training teilgenommen (did not practice)                |
| ohne     | INJ                | verletzt oder krank (injured)                                    |
| ohne     | EX                 | ausgeschlossen (excluded)                                        |
| ohne     | DNA                | nicht erschienen (did not arrive)                                |
| ohne     | C                  | Rennen abgesagt (cancelled)                                      |
| ohne     | keine WM-Teilnahme |                                                                  |
| sonstige | P/fett             | Pole-Position                                                    |
| sonstige | 1/2/3/4/5/6/7/8    | Punktplatzierung im Sprint-/Qualifikationsrennen                 |
| sonstige | SR/kursiv          | Schnellste Rennrunde                                             |
| sonstige | *                  | nicht im Ziel, aufgrund der zurückgelegten Distanz aber gewertet |
| sonstige | ()                 | Streichresultate                                                 |
| sonstige | unterstrichen      | Führender in der Gesamtwertung                                   |

### Einzelergebnisse in der FIA-Formel-E-Meisterschaft
| Jahr    | Team                            | 1    | 2     | 3     | 4    | 5     | 6     | 7     | 8     | 9    | 10    | 11   | 12   | 13   | 14   | 15  | 16  | Punkte | Rang |
| ------- | ------------------------------- | ---- | ----- | ----- | ---- | ----- | ----- | ----- | ----- | ---- | ----- | ---- | ---- | ---- | ---- | --- | --- | ------ | ---- |
| 2018/19 | HWA Racelab                     | DIR  | MAR   | SAN   | MEX  | HKG   | SAY   | ROM   | PAR   | MCO  | BER   | BRN  | NYC  | NYC  |      |     |     | 35     | 16.  |
| 2018/19 | HWA Racelab                     | °16° | °DNF° | °DNF° | °18° | °DNF° | °DNF° | °3°   | °DNF° | °9°  | °5°   | °10° | °13° | °8°  |      |     |     | 35     | 16.  |
| 2019/20 | Mercedes-Benz EQ Formula E Team | DIR  | DIR   | SAN   | MEX  | MAR   | BER   | BER   | BER   | BER  | BER   | BER  |      |      |      |     |     | 87     | 2.   |
| 2019/20 | Mercedes-Benz EQ Formula E Team | °3°  | °3°   | °6°   | °NC° | °15°  | °6°   | °5°   | °DNF° | °12° | °9°   | °1°  |      |      |      |     |     | 87     | 2.   |
| 2020/21 | Mercedes-Benz EQ Formula E Team | DIR  | DIR   | ROM   | ROM  | VAL   | VAL   | MCO   | PUE   | PUE  | NYC   | NYC  | LON  | LON  | BER  | BER |     | 82     | 9.   |
| 2020/21 | Mercedes-Benz EQ Formula E Team | °8°  | °13°  | °DNF° | °1°  | °3°   | °DNF° | °DNF° | °7°   | °13° | °DNF° | °12° | °7°  | °15° | °12° | °3° |     | 82     | 9.   |
| 2021/22 | Mercedes-Benz EQ Formula E Team | DIR  | DIR   | MEX   | ROM  | ROM   | MCO   | BER   | BER   | JAK  | MAR   | NYC  | NYC  | LON  | LON  | SEO | SEO | 213    | 1.   |
| 2021/22 | Mercedes-Benz EQ Formula E Team | °2°  | °7°   | °11°  | °3°  | °5°   | °1°   | °3°   | °3°   | °5°  | °8°   | °4°  | °2°  | °2°  | °4°  | °5° | °2° | 213    | 1.   |
| 2022/23 | DS Penske                       | MEX  | DIR   | DIR   | HYD  | CAP   | SAP   | BER   | BER   | MCO  | JAK   | JAK  | POR  | ROM  | ROM  | LON | LON | 56     | 11.  |
| 2022/23 | DS Penske                       | 10   | 11    | 20    | 8    | 7     | 6     | DNF   | 8     | 9    | 4     | 9    | 12   | 11   | 8    | 11  | 5   | 56     | 11.  |
| 2023/24 | DS Penske                       | MEX  | DIR   | DIR   | SAP  | TOK   | MIS   | MIS   | MCO   | BER  | BER   | SHA  | SHA  | POR  | POR  | LON | LON | 61     | 10.  |
| 2023/24 | DS Penske                       | 8    | 14    | 5     | 8    | 16    | 8     | DNF   | 3     | 7    | 20    | 9    | 6    | 9    | 11   | 9   | 8   | 61     | 10.  |

| Legende                      | Legende       | Legende                                                                 |
| Farbe                        | Abkürzung     | Bedeutung                                                               |
| ---------------------------- | ------------- | ----------------------------------------------------------------------- |
| Gold                         | —             | Sieger                                                                  |
| Silber                       | —             | 2. Platz                                                                |
| Bronze                       | —             | 3. Platz                                                                |
| Grün                         | —             | Platzierung in den Punkten                                              |
| Blau                         | —             | Klassifiziert außerhalb der Punkteränge                                 |
| Violett                      | DNF           | Rennen nicht beendet                                                    |
| Violett                      | NC            | nicht klassifiziert                                                     |
| Rot                          | DNQ           | nicht qualifiziert                                                      |
| Schwarz                      | DSQ           | disqualifiziert                                                         |
| Weiß                         | DNS           | nicht am Start                                                          |
| Weiß                         | WD            | zurückgezogen                                                           |
| Weiß                         | C             | Rennen abgesagt                                                         |
| Blanko                       |               | nicht teilgenommen                                                      |
| Blanko                       | DNP           | gemeldet, aber nicht teilgenommen                                       |
| Blanko                       | INJ           | verletzt oder krank                                                     |
| Blanko                       | EX            | ausgeschlossen                                                          |
| sonstige Formate und Zeichen | P/fett        | Pole-Position                                                           |
| sonstige Formate und Zeichen | kursiv        | Schnellste Rennrunde (ab 2017/18: Schnellste Rennrunde der ersten Zehn) |
| sonstige Formate und Zeichen | unterstrichen | Führender in der Gesamtwertung                                          |
| sonstige Formate und Zeichen | °             | FanBoost                                                                |
| sonstige Formate und Zeichen | *             | nicht im Ziel, aufgrund der zurückgelegten Distanz aber gewertet        |
| sonstige Formate und Zeichen | ( )           | Streichresultat                                                         |

### Le-Mans-Ergebnisse
| Jahr | Team                  | Fahrzeug           | Teamkollege       | Teamkollege     | Platzierung | Ausfallgrund |
| ---- | --------------------- | ------------------ | ----------------- | --------------- | ----------- | ------------ |
| 2019 | SMP Racing            | BR Engineering BR1 | Michail Aljoschin | Witali Petrow   | Rang 3      |              |
| 2021 | Jota                  | Oreca 07           | Sean Gelael       | Tom Blomqvist   | Rang 7      |              |
| 2024 | Peugeot TotalEnergies | Peugeot 9X8 2024   | Loïc Duval        | Paul di Resta   | Rang 11     |              |
| 2025 | Peugeot TotalEnergies | Peugeot 9X8 2024   | Loïc Duval        | Malthe Jakobsen | Rang 11     |              |

### Sebring-Ergebnisse
| Jahr | Team                                   | Fahrzeug     | Teamkollege   | Teamkollege   | Platzierung | Ausfallgrund |
| ---- | -------------------------------------- | ------------ | ------------- | ------------- | ----------- | ------------ |
| 2022 | Meyer Shank Racing with Curb-Agajanian | Acura ARX-05 | Tom Blomqvist | Oliver Jarvis | Rang 5      |              |

### Einzelergebnisse in der FIA-Langstrecken-Weltmeisterschaft
| Saison  | Team          | Rennwagen                    | 1   | 2   | 3   | 4   | 5   | 6   | 7   | 8   |
| ------- | ------------- | ---------------------------- | --- | --- | --- | --- | --- | --- | --- | --- |
| 2018/19 | SMP Racing    | BR Engineering BR1           | SPA | LEM | SIL | FUJ | SHA | SEB | SPA | LEM |
| 2018/19 | SMP Racing    | BR Engineering BR1           |     |     |     |     |     |     | 3   | 3   |
| 2021    | Jota          | Oreca 07                     | SPA | POR | MON | LEM | BAH | BAH |     |     |
| 2021    | Jota          | Oreca 07                     | 6   | 5   | 8   | 7   | 5   | 6   |     |     |
| 2023    | Peugeot Sport | Peugeot 9X8                  | SEB | POR | SPA | LEM | MON | FUJ | BAH |     |
| 2023    | Peugeot Sport | Peugeot 9X8                  |     |     | 7   |     |     |     |     |     |
| 2024    | Peugeot Sport | Peugeot 9X8 Peugeot 9X8 2024 | KAT | IMO | SPA | LEM | SAO | AUS | FUJ | BAH |
| 2024    | Peugeot Sport | Peugeot 9X8 Peugeot 9X8 2024 | 15  | 15  |     | 11  | 16  | DNF | 8   | DNF |
| 2025    | Peugeot Sport | Peugeot 9X8 2024             | KAT | IMO | SPA | LEM | SAO | AUS | FUJ | BAH |
| 2025    | Peugeot Sport | Peugeot 9X8 2024             | 12  | 12  | DNF | 11  |     |     |     |     |